# Juncus alpigenus
Juncus alpigenus là một loài thực vật có hoa trong họ Juncaceae. Loài này được K.Koch mô tả khoa học đầu tiên năm 1848.